# Adelosoma phragmitidis
Adelosoma phragmitidis är en insektsart som beskrevs av Borchsenius 1948. Adelosoma phragmitidis ingår i släktet Adelosoma och familjen ullsköldlöss. Inga underarter finns listade i Catalogue of Life.